# Bolivia (barrio)
Bolivia es un barrio de Bogotá situado al oeste de su Localidad.

## Historia
Fue fundado en 1975 como Ciudad Bolivia.

## Geografía
Se encuentra entre la Avenida Calle 80 y el Humedal Juan Amarillo y entre las Carreras 103c y 104. Está constituido por varios grupos de conjuntos residenciales como Bolivia Real, Bolivia Reservada y Bolivia Oriental.

## Barrios vecinos
Al Norte
- barrio Lisboa de la localidad de Suba y el Humedal Tibabuyes

Al Sur
- Garcés Navas, Calle 80

Al Occidente
- Ciudadela Colsubsidio

Al Oriente
- Bochica y Bochica Compartir

## Aspectos socioeconómicos
Es un barrio residencial, con varios comercios minoristas de alimentos y servicios. Cuenta con la Iglesia Nuestra Señora de Copacabana, Un salón comunal aparte de los de cada uno de los conjuntos y con un parque vecinal y una pista de bicicrós.

## Acceso y Vías
Se accede por la Calle 80, o en servicio público por la ruta alimentadora de Transmilenio que sale del Portal 80 1.10 circular a los barrios Bolivia - Bochica II o por las distintas rutas del SITP y que ingresan al barrio y conectan con el barrio Lisboa de la localidad de Suba, Usaquén y el centro.
Transporte directo a Suba:
- C102 Suba Fontanar
- C153 Suba Gaitana
- C154 Suba Nogales
- C155 Suba Gaitana
- T21 Cantón Norte-Compartir

Transporte directo al Centro y otros sectores del Norte y Sur de Bogotá:
- A153 Centro
- K102 Salitre Greco
- F154 Puente Aranda
- G208 Metrovivienda
- L155 Gaviotas